# Moaré (textil)
Moaré je označení pro tkaniny se vzorováním podobným textuře dřeva 
(jak ukazuje snímek vpravo), vyráběné většinou z přírodního hedvábí nebo z umělovlákenných filamentů.

## Druhy moaré
Rozlišují se dva způsoby jak vytvářet tyto vzory:
- Tzv. pravé moaré vzniká ze dvou vrstev tkaniny s příčným žebrováním ve vazbě tak, že se obě části slisují dohromady zahřátým kalandrovacím válcem. Protože žebrování obou vrstev nikdy neleží přesně paralelně, vznikají na překříženích plochá lesklá místa. Posuv žebrování je zcela náhodný, vzor se proto neopakuje
- U nepravého moaré se dosáhne podobného efektu tzv. gaufrováním, to je ražením určitého vzoru (imitujícího moaré) na tkaninu za pomoci razicího a přítlačného válce.

Moaré efekt se dá také napodobovat  žakárovým vzorováním.
Moaré způsobuje u tkanin třpytivý efekt, obzvlášť když se pohybují. Tkaniny se hodí na slavnostní oděvy, halenky, luxusní podšívky, stuhy, pozamenty a bytové textilie.
Nežádoucí moarový efekt může vzniknout u přízí, obzvlášť rotorových. Usazeniny prachu nebo slupky v přádním rotoru způsobují periodická tlustá a slabá místa v přízi. Nit s touto vadou navinutá na černou tabulku vytváří vzor velmi podobný pravému moaré.

## Gakerie

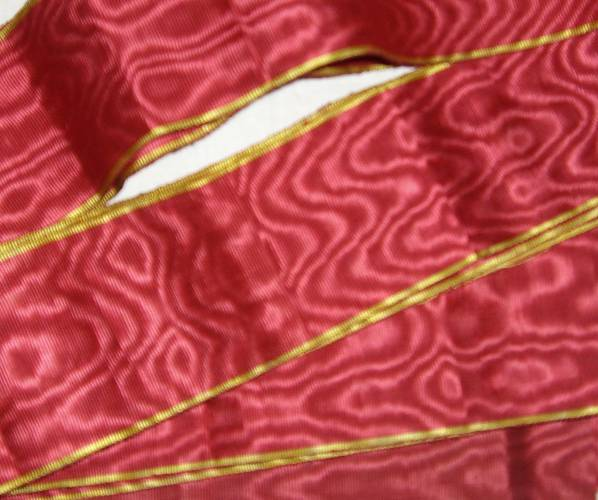
Hedvábná stuha z pravého moaré
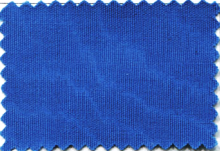
Vzorek bavlněného moaré z roku 1933
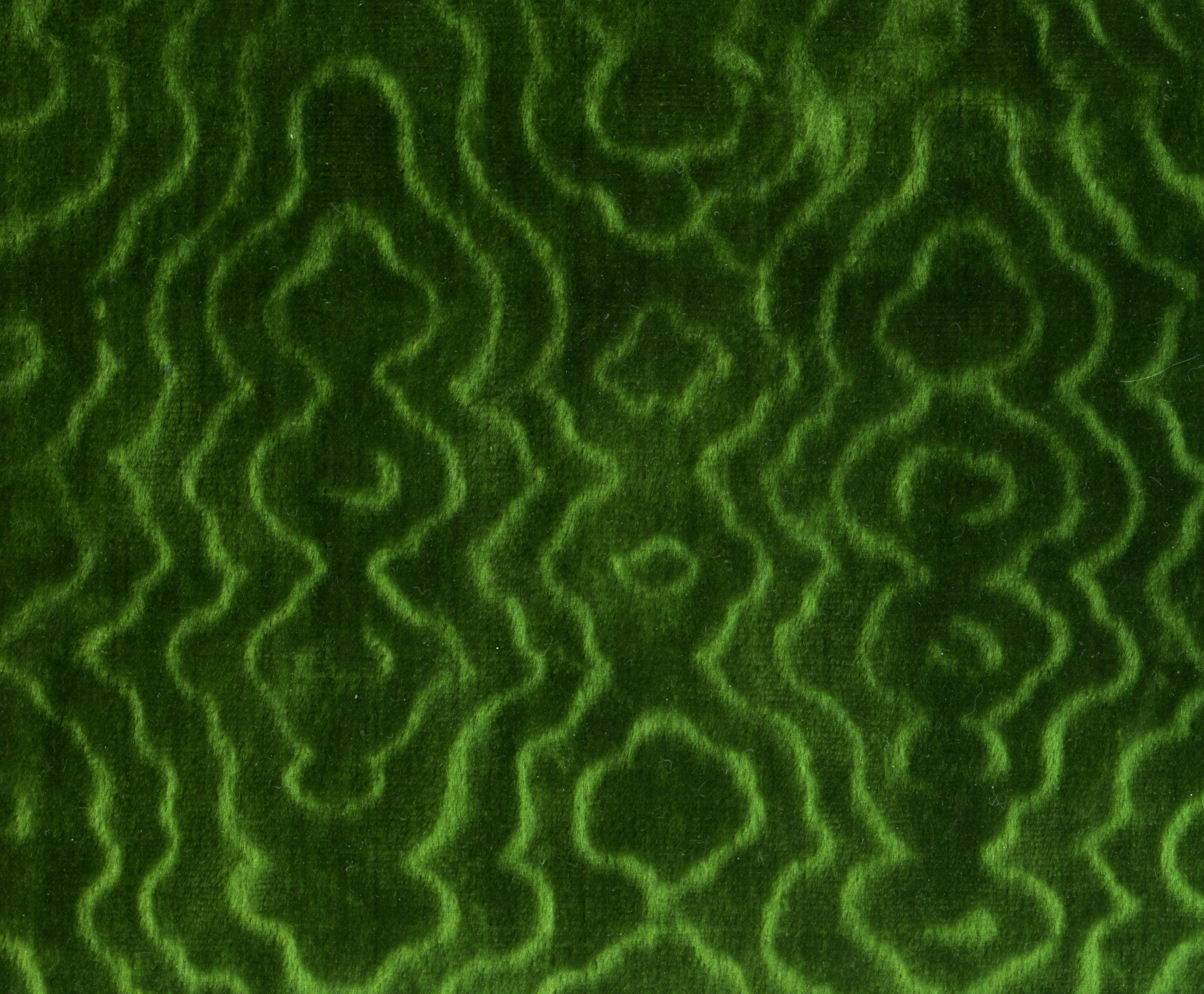
Samet s nepravým, gaufrovaným moaré
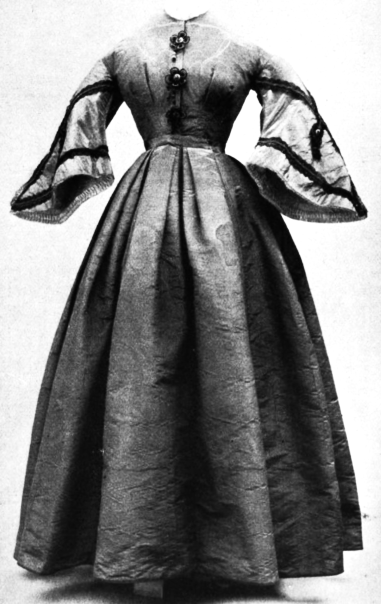
Hedvábné šaty s moarovým efektem  ze začátku 19. století  (Metropolitan Museum New York)